# Communauté de communes du Mené
La communauté de communes du Mené est une ancienne communauté de communes française, située dans le département des Côtes-d'Armor, en région Bretagne.
Ses communes ont fusionné  pour former le 1er janvier 2016 la commune nouvelle du Mené, entraînant la suppression de l'intercommunalité.

## Historique
La communauté de communes a été créée par un arrêté préfectoral du 31 décembre 1999 et a commencé à fonctionner en 2000.
Le 23 mars 2015, dans un contexte marque par l'impossibilité d'organiser le premier tour des élections municipales en 2014 à Saint-Gilles du Mené (500 habitants) faute de candidats, le projet de création d'une commune nouvelle est approuvé par les conseils municipaux des sept communes concernées,.
Elle est remplacée au 1er janvier 2016 par la commune nouvelle du Mené dont la création a été entérinée par un arrêté préfectoral du 5 octobre 2015. Les communes qui composaient la communauté de communes deviennent les communes déléguées de la commune nouvelle.

## Territoire communautaire

### Géographie
L'intercommunalité gère un territoire rural breton sans bourg-centre, marqué par une certaine mono-activité centrée sur l'agriculture et l'agroalimentaire.
Avant le redécoupage cantonal de 2014 en France, six des communes constituaient le canton de Collinée situé dans l'arrondissement de Dinan, tandis que Plessala, la septième, dépendait du canton de Plouguenast dans l'arrondissement de Saint-Brieuc. Depuis, l'ensemble de ces communes sont regroupées au sein du canton de Plénée-Jugon, réparti entre les deux arrondissements.

### Composition
L'intercommunalité était composée en 2015 des 7 communes suivantes :
| Nom                  | Code Insee | Gentilé        | Superficie (km2) | Population (dernière pop. légale) | Densité (hab./km2) |
| -------------------- | ---------- | -------------- | ---------------- | --------------------------------- | ------------------ |
| Collinée (siège)     | 22046      | Collinéens     | 7,06             | 921 (2013)                        | 130                |
| Le Gouray            | 22066      | Gourayens      | 30,50            | 1 263 (2013)                      | 41                 |
| Langourla            | 22102      | Langourlaciens | 21,41            | 522 (2013)                        | 24                 |
| Plessala             | 22191      | Plessaliens    | 51,45            | 1 834 (2013)                      | 36                 |
| Saint-Gilles-du-Mené | 22292      | Saint-Gillois  | 12,92            | 468 (2013)                        | 36                 |
| Saint-Gouéno         | 22297      | Gouénovais     | 20,08            | 689 (2013)                        | 34                 |
| Saint-Jacut-du-Mené  | 22303      | Jaguins        | 19,81            | 734 (2013)                        | 37                 |

## Organisation

### Siège
Le siège de l'intercommunalité était situé à Collinée.

### Élus
La communauté de communes est administrée par son conseil communautaire, composé de  conseillers municipaux représentant les  communes membres.
À la suite des élections municipales de 2014 dans les Côtes-d'Armor, le conseil communautaire du 16 avril 2014 a élu son nouveau président, Jacky Aignel, maire de Saint-Gouéno, ainsi que ses six vice-présidents, qui étaient :
1. Joseph Sauvé, maire de Plessala (PS), chargé de l'action sociale ;
2. Michel Fablet, maire du Gouray (PS), chargé de l'environnement et de l'énergie :
3. Michel Ulmer, maire de Langourla, chargé de l'urbanisme et logement ;
4. Claude Perrin, maire de Saint-Jacut-du-Mené (DVD), chargé des travaux et du patrimoine ;
5. Gérard Daboudet, maire de Collinée, chargée de la culture, de la vie associative et de la communication ;
6. Martine Pellan, maire de Saint-Gilles-du-Mené, chargée de l'enfance, de la jeunesse et de l'éducation.

### Liste des présidents
| Période      | Période          | Identité              | Étiquette | Qualité |
| ------------ | ---------------- | --------------------- | --------- | --- |
| février 2000 | avril 2011       | Michel Fablet         | PS        | Maire du Gouray (1989 → 2015)                                                                                                |
| avril 2011   | avril 2014       | Jean-Pascal Guillouët | PS        | Maire de Collinée (2001 → 2014)                                                                                              |
| avril 2014   | 31 décembre 2015 | Jacky Aignel          | DVG       | Maire de Saint-Gouéno (2001 → 2015) Maire du Mené (2016 → ) Vice-président de Loudéac Communauté − Bretagne Centre (2017 → ) |

### Compétences
L'intercommunalité exerçait les compétences qui lui avaient été transférées par les communes membres, dans les conditions déterminées par le code général des collectivités territoriales,.

### Régime fiscal et budget
La communauté de communes était un établissement public de coopération intercommunale à fiscalité propre.
Afin de financer l'exercice de ses compétences, l'intercommunalité percevait la fiscalité professionnelle unique (FPU) – qui a succédé à la taxe professionnelle unique (TPU) – et assure une péréquation de 
ressources entre les communes résidentielles et celles dotées de zones d'activité.
Elle collectait également une redevance d'enlèvement des ordures ménagères (REOM), qui finance 
le fonctionnement de ce service public.

## Réalisations
Environnement
L'intercommunalité s'était donné en 2005 comme objectif, que la totalité de la consommation énergétique locale provienne de sources renouvelables à l'horizon 2030.
D'ores-et-déjà, une huilerie de colza-carburant a été créée en 2007 à Saint-Gouéno : l'huile, provenant de graines de colza pressées à froid, peut alimenter les moteurs diesel des tracteurs, et les tourteaux servent à alimenter le bétail, évitant l'importation de tourteaux de soja importé. Deux réseaux de chaleur qui brûlent du bois local, évitant la consommation de 300 tonnes de mazout chaque année, et trois autres sont en projets ou en cours de réalisation.
Une usine de méthanisation valorise 35 000 tonnes de lisiers et de boues agricoles, ainsi que 40 000 tonnes de déchets produits par les entreprises agroalimentaires locales, soit une production annuelle évaluée à 14 GWh.
Après un premier projet insatisfaisant, les élus de la communauté décident de créer un parc éolien à financement participatif. En 2013 un parc de sept éoliennes voit le jour, un autre est en projet ainsi qu'un test de "boucle locale" pour consommer l'énergie là où elle est produite,,,.